# Anomophysis bouvieri
Anomophysis bouvieri är en skalbaggsart som först beskrevs av Auguste Lameere 1903.  Anomophysis bouvieri ingår i släktet Anomophysis och familjen långhorningar. Inga underarter finns listade i Catalogue of Life.